# Gmina Padise
Gmina Padise (est. Padise vald) – gmina wiejska w Estonii, w prowincji Harju.
W skład gminy wchodzą:
- 24 wsie: Alliklepa, Altküla, Audevälja, Harju-Risti, Hatu, Karilepa, Kasepere, Keibu, Kobru, Kurkse, Kõmmaste, Laane, Langa, Madise, Metslõugu, Määra, Padise, Pae, Pedase, Suurküla, Vihterpalu, Vilivalla, Vintse, Änglema.